# Kuchl
Kuchl è un comune austriaco di 7 119 abitanti nel distretto di Hallein, nel Salisburghese; ha lo status di comune mercato (Marktgemeinde).